# Adil Kaouch
Adil Kaouch (Alcazarquivir, Marruecos, 1 de enero de 1979) es un atleta marroquí, especialista en la prueba de 1500 m, con la que ha logrado ser subcampeón mundial en 2005.

## Carrera deportiva
En el Mundial de Helsinki 2005 ganó la medalla de plata en los 1500 metros, con un tiempo de 3:38.00 segundos, que fue la mejor marca de la temporada, quedando tras el bareiní Rashid Ramzi y por delante del portugués Rui Silva.